# Valentina Monetta
Valentina Monetta (Ciudad de San Marino, San Marino, 1 de marzo de 1975) es una cantante sanmarinense. Representó en cuatro ocasiones a su país en el Festival de la Canción de Eurovisión convirtiéndola en la mujer con más participaciones de la historia de este. Participó en las ediciones de 2012, 2013, 2014 y 2017.

## Biografía
Valentina Monetta nació el 1 de marzo de 1975 en San Marino, de padre italiano y madre sammarinense. Es la menor de dos hermanos. Estudió piano y canto desde muy pequeña, y se graduó en la escuela Giovanni da Rimini de Rimini, Italia.
Más tarde estudió en la Academia de Bellas Artes de Bolonia durante dos años, y completó un curso de canto jazz de tres años en el Instituto superior de studios musicales Arturo Toscanini, bajo la supervisión de Martina Grossi.

## Carrera

### 1995-2011: Comienzos profesionales
Artículo principal: San Marino en el Festival de la Canción de Eurovisión
Comenzó su carrera como cantante en 1995 al frente del grupo Tiberio, y posteriormente participó en varias bandas, como Parafunky, Harem-B y My Funky Valentine. Participó en la edición de 2001 del concurso televisivo de canto Popstar. En 2006, participó en el proyecto discográfico 2black, lanzando el single «Vai» con Papa Winnie.
En 2008, Monetta envió la canción "Se non ci sei tu" para participar en la selección nacional para representar a San Marino en el Festival de la Canción de Eurovisión 2008, pero no fue seleccionada por San Marino RTV. En 2011, lanzó su primer EP, Il mio gioco perferito, como parte de la banda My Funky Valentine.

### 2012–2017: Festival de Eurovisión
El 14 de marzo de 2012, la televisión sanmarinense RTV anunció que Monetta sería la representante de su país en el Festival de la Canción de Eurovisión 2012 a celebrarse en Bakú, Azerbaiyán con la canción "Facebook Uh, Oh, Oh", tras haber sido elegida internamente. Sin embargo, el 18 de marzo, unos días después de haber sido anunciada la canción, la UER consideró que la canción seleccionada contenía un mensaje comercial de la red social Facebook, lo que dio lugar a la descalificación de la letra, de acuerdo a la norma 1.2.2.G del reglamento del festival, los mensajes comerciales contenidos en las canciones no están permitidos. Se dio la opción a San Marino para elegir una nueva canción para Monetta o cambiar su contenido referente a Facebook, a más tardar a mediados de marzo de 2012. El 22 de marzo, SMTV anunció que el título y su letra habían sido modificadas. Su nuevo título era "The Social Network Song (Oh Oh - Uh - Oh Oh)" y en su mayoría contenía la misma letra, exceptuando la mención directa de Facebook en el estribillo.
Monetta participó en la primera semifinal Festival de la Canción de Eurovisión 2012 celebrada el 22 de mayo de 2012, y se clasificó en 14.º lugar con 31 puntos, por lo que no logró acceder a la gran final del certamen. 
Al año siguiente fue elegida de nuevo por San Marino RTV para representar al país en el Festival de la Canción de Eurovisión 2013 celebrado en la ciudad de Malmö, Suecia; con la canción en italiano "Crisalide (Vola)" compuesta por Ralph Siegel, obteniendo finalmente el puesto 11, a tan solo 16 puntos de pasar a la final.
El 20 de junio de 2013 firmó un pre-acuerdo con la televisión pública de San Marino (RTV) para volver a representar al país en el Festival de la Canción de Eurovisión 2014.
Valentina Monetta ha sido la representante sanmarinense que más veces ha representado al país; cuatro: 2012, 2013 y 2014 y en 2017, y consecuentemente ostenta tres destacables récords:
1. Ser la cuarta representante en la historia que ha participado tres años seguidos, después de Lys Assia (1956-1958), Corry Brokken (1956-1958) y Udo Jürgens (1964-1966).
2. En 2017 consiguió ser la representante que en más ocasiones ha participado en el Festival de la Canción de Eurovisión en su historia, con cuatro participaciones en tan solo 6 años. Igualó el récord que ostentaba la sueconoruega Elisabeth Andreassen, quien representó a Suecia en 1982 y a Noruega en 1985, 1994 y 1996. 
3.  Fue la primera representante sanmarinense en meter a la pequeña república en la Final. Ocurrió en la edición de 2014, con la canción "Maybe (Forse)", en la primera semifinal del Festival de Eurovisión 2014. Con esto, logró, por fin, clasificar a San Marino para la gran final por primera vez desde que está presente en el certamen europeo, en la que quedó en antepenúltimo lugar (24.º puesto), con 14 puntos.
La Radiotelevisione della Repubblica di San Marino ya ha reconocido a Valentina como "la mujer más famosa de San Marino" y los eurofans "la mayor leyenda eurovisiva".

### 2019-presente: Después de Eurovisión
En 2020 participó en el documental de Rai 5 «L'isola di San Marino». El 6 de marzo de 2021, Monetta se incorporó a Radio San Marino, donde comenzó a copresentar semanalmente Saturday Morning Live junto a Federico Vespa.

## Discografía

### Álbumes
| Título                         | Detalles del Álbum                                                     |
| ------------------------------ | ---------------------------------------------------------------------- |
| Il mio gioco preferito         | - Lanzamiento: 19 de septiembre de 2011. - Formatos: Descarga digital. |
| La storia di Valentina Monetta | - Lanzamiento: 7 de junio de 2013. - Formatos: CD/Descarga digital.    |
| Sensibilitá                    | - Lanzamiento: 2014. - Formatos: Descarga digital.                     |

### Sencillos
| Año  | Título                   | Álbum                          |
| ---- | ------------------------ | ------------------------------ |
| 2002 | Sharp                    | Sharp                          |
| 2008 | Se Non Ci Sei Tu         | Sharp                          |
| 2011 | Una Giornata Bellissima  | La Storia di Valentina Monetta |
| 2012 | I'll Follow the Sunshine | La Storia di Valentina Monetta |
| 2012 | The Social Network Song  | La Storia di Valentina Monetta |
| 2013 | Crisalide (Vola)         | La Storia di Valentina Monetta |
| 2014 | L'amore verrà            |                                |
| 2014 | Maybe (Forse)            |                                |